# Kolk
V anatomiji vretenčarjev se kolk (ali »coxa«) nanaša bodisi na anatomsko področje bodisi na sklep.
Kolčni predel leži lateralno in anteriorno od glutealnega predela, inferiorno od iliakalnih grebenov in prekriva veliki trohanter stegnenice ali »stegensko kost«. Pri odraslih so tri kosti medenice zrasle v kolčno kost ali acetabulum, ki tvori del kolka.
Kolčni sklep, znanstveno imenovan acetabulofemoralni sklep (art. coxae), je sklep med glavico stegnenice in acetabulumom medenice, njegova glavna vloga pa je podpirati težo telesa v statičnih (npr. stoja) in dinamičnih (npr. hoja ali tek) položajih. Kolčni sklepi imajo zelo pomembno vlogo pri ohranjanju ravnotežja in vzdrževanju nagibnega kota medenice.
Bolečina v kolku je lahko posledica številnih vzrokov, vključno z živčnimi, osteoartrotičnimi, infekcijskimi, travmatičnimi in genetskimi.